# Koto

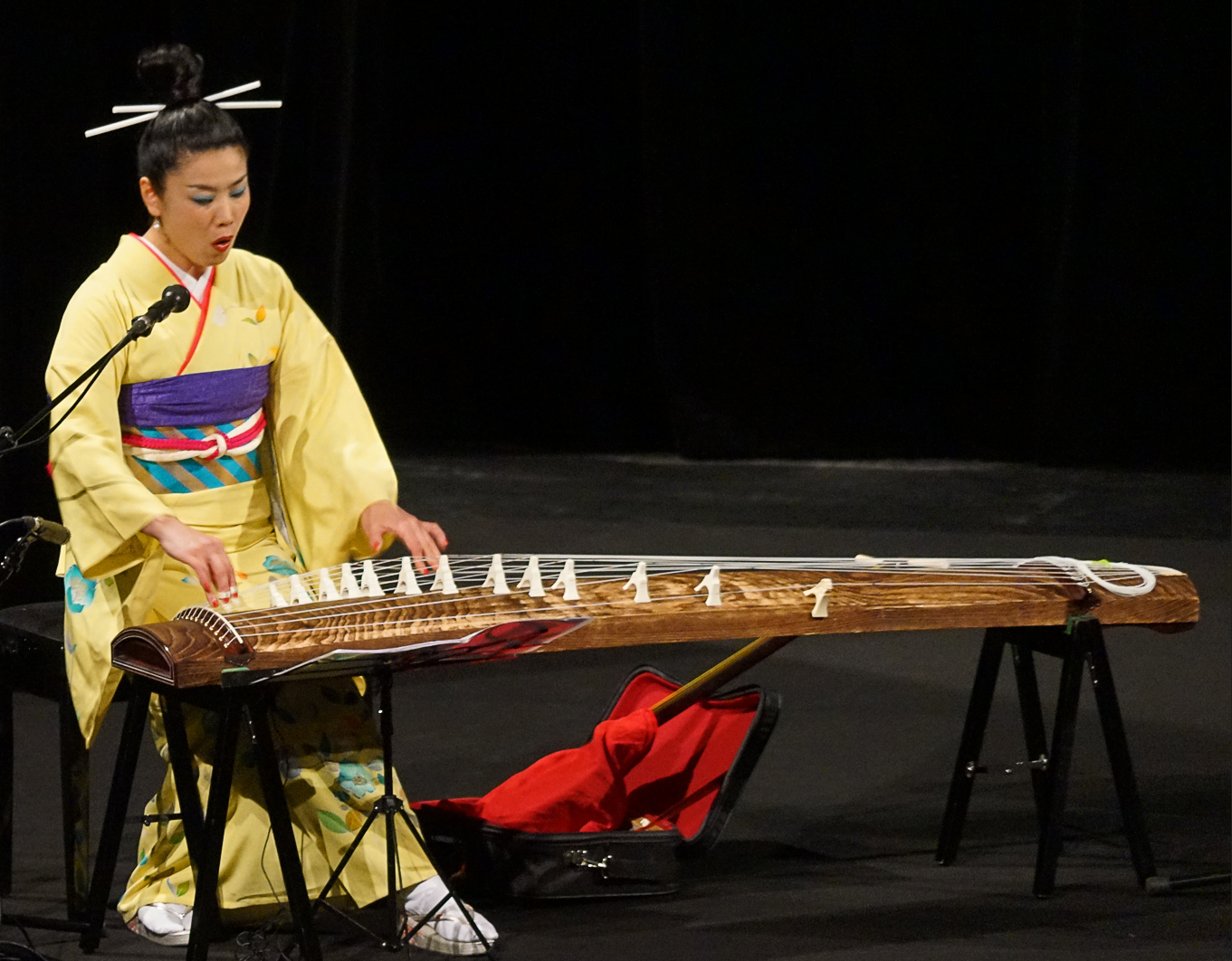
Mulher tocando um koto

O koto é um instrumento musical de cordas dedilhadas, composto de uma caixa de ressonância com diversas cordas, semelhante a uma grande cítara, possui cerca de 1,80m. Atualmente é o mais popular dentre os instrumentos musicais tradicionais japoneses. Tanto quanto piano ou violino, meninas em idade escolar aprendem o koto.
A história do koto é longa. O instrumento já com as suas principais características atuais foi introduzido no século VI (época do imperador Kinmei) vindo da China (dinastia T'ang). Ele já possuía o corpo feito com a madeira tradicional do Japão o Kiri (Paulownia), sendo todo laqueado. Ele era chamado de Kin-no-Koto. Data desta época a partitura mais antiga para o Koto (Yuran-fu que se encontra guardada no Templo Shinhoin). Seu ancestral é o instrumento musical chinês guzheng.
O instrumento está presente na literatura japonesa desde a antiguidade. Nos Contos de Genji (Genji Monogatari de Murasaki Shikibu 978-1016) o Koto aparece em diversas passagens. O seu personagem principal, o príncipe Hikaru Genji, quando exilado em Akashi tocava e mantinha diálogos musicais com Lady Akashi. Em outra obra, Contos de Heike (Heike Monogatari), a amada do imperador, Kogo, foi descoberta em seu esconderijo pelo som de seu koto. 8
Durante séculos a música de koto foi cultivada pela nobreza. No século XVII, quando a popularidade do instrumento decolou, Yatsuhashi Kengyo fundou um estilo independente, o Yatsuhashi Ryu. Em 1664, foi impresso um livro escrito por Sosan Nakamura, Shichiku Shoshin Shu, onde constam as partituras das principais músicas de Yatsuhashi Kengyo, Rokudan no Shirabe, Hachidan no Shirabe e Midare, executadas até hoje. Yatsuhashi criou as afinações consideradas as mais tradicionais para o koto, o Hira e o Kumoi. Neste século ainda houve a popularização do instrumento como acompanhamento de dança e como conjunto formado juntamente com Shakuhachi e Sangen.
Atualmente existem duas correntes, a Ikuta Ryu e a Yamada Ryu. A escola Ikuta foi fundada por Ikuta Kengyo (1757 a 1817) no final do século XVII baseada na transposição para o Koto das fórmulas existentes para o Shamisen (Sangen) principalmente na alternância de cantos com instrumentais originados do Jiuta. A característica fundamental desta escola está em sua ênfase nas técnicas instrumentais. No final do século XVIII surgiu a escola Yamada fundada por Yamada Kengyo (1757 a 1817). Ela se baseava em narrativas, dando um maior destaque ao canto. Apesar de terem algumas peças do repertório em comum, os estilos se diferem na sua orientação. Tecnicamente o estilo de execução também é diferente. O formato da unha é diferente. O estilo Ikuta usa a unha com o formato retangular, e o estilo Yamada adota uma unha de forma oval, isto leva os instrumentistas sentarem de maneira diferente com relação ao instrumento. O instrumentista da escola Ikuta senta num ângulo oblíquo enquanto o da escola Yamada senta em ângulo reto. A posição que a mão toca as cordas também difere; a escola Ikuta toca com a mão inclinada em relação às cordas, e a escola Yamada toca com a mão na posição vertical.
No início deste século houve a popularização do koto principalmente pelas mãos de Michio Miyagi. Apesar de pertencer à escola Ikuta, Miyagui praticamente formou a sua escola, introduzindo elementos ocidentais na composição de músicas japonesas.
O koto moderno tem treze cordas que podem ser de seda ou nylon. As cordas são afinadas através de trastes móveis, que permitem a mudança de afinação durante a execução da música. O corpo é formado por duas pranchas de Kiri, com aproximadamente 180 centímetros, formando uma caixa de ressonância. Existem variações no instrumento como o koto de dezessete cordas, inventado por Michio Miyagi, que faz o baixo das músicas, e outros modelos com vinte e uma e com oitenta cordas. A maioria das pessoas que tocam o koto são mulheres, pelo fato de seu som suave e gentil, praticamente sendo um som mais doce, mas isso não significa que não haja homens que tocam o instrumento, não há uma margem consideravel de preconceito a isso.